# Нижня Провальна Яма
Нижня Провальна Яма (рос. Нижняя Провальная Яма) — печера в Челябінській області Росії, на Південному Уралі. Печера вертикального типу простягання. Загальна протяжність — 448 м. Глибина печери становить 42 м. Категорія складності проходження ходів печери — 2А.